# Dead Ahead
Dead Ahead ist eine Konzertdokumentation der Band Grateful Dead.

## Geschichte
Im September und Oktober 1980 ging Grateful Dead zum Jubiläum des fünfzehnten Geburtstags auf Tournee. Im Laufe dieser Tournee absolvierte die Band fünfzehn Auftritte Warfield Theatre in San Francisco, zwei im New Orleans Saenger Theatre in New Orleans und acht Radio City Music Hall in New York City. Jeder Auftritt war in drei Teile aufgeteilt; ein Teil war akustische und zwei Teile waren elektrische Musik.
Der Konzertmitschnitt wurde am 30. und 31. Oktober 1980 in der Radio City Music Hallaufgenommen und zuerst 1981 als VHS und Laserdisc veröffentlicht, bevor 2005 der Mitschnitt als DVD neu aufgelegt wurde. Die DVD enthält neben dem originalen Material noch Bonustracks.
Zusätzlich wurden neben dem Konzertmitschnitt zwei Live-Doppelalben namens Dead Set und Reckoning veröffentlicht. Hierbei waren auf Reckoning nur die akustischen und auf Dead Set nur die elektrischen Songs veröffentlicht. Dead Ahead beinhaltet im Gegensatz dazu sowohl die akustischen, als auch die elektrischen Aufnahmen.
Obwohl das Video zeitlich kürzer als einer der Auftritte und aus zwei Auftritten zusammen geschnitten ist, hat es denselben Aufbau wie eine der Shows. Das Konzert startete mit akustischen Songs, welche langsam zu verstärkt elektrisch unterstrichenen Songs führten, inklusive Soli des Drummers und freie Improvisationsphasen der Musiker, die bei den Alben häufig gestrichen wurden.
Auf dem Konzertmitschnitt sind neben Grateful Dead das Comedyduo Al Franken und Tom Davis zu sehen. Sie hatten einen Auftritt am finalen Tag der Tour, was auch im Radio und TV übertragen wurde.

## Trackliste
| 1981 VHS/Laserdisc - "Uncle John’s Band" (Garcia, Hunter) - Introduction (Al Franken & Tom Davis) - "Bird Song" (Garcia, Hunter) – akustisch - "On The Road Again" (traditionelles Lied) – akustisch - "To Lay Me Down" (Garcia, Hunter) – akustisch - "Ripple" (Garcia, Hunter) – akustisch - Henry Kissinger Interview (Franken & Davis) - "Me And My Uncle" (John Phillips) - "Mexicali Blues" (Weir, Barlow) - "Ramble On Rose" (Garcia, Hunter) - "Little Red Rooster" (Willie Dixon) - A Visit Backstage (Franken & Davis) - "Don't Ease Me In" (traditionelles Lied) - "Lost Sailor" (Weir, Barlow) - "Saint of Circumstance" (Weir, Barlow) - "Franklin's Tower" (Garcia, Kreutzmann, Hunter) - "Drums" (Hart, Kreutzmann) - "Space" (Garcia, Weir, Lesh, Mydland) - "Fire on the Mountain" (Hart, Hunter) - "Not Fade Away" (Buddy Holly, Norman Petty) - "Good Lovin'" (Arthur Resnick, Rudy Clark) | 2005 DVD-Bonus - "Heaven Help the Fool" (Weir, Barlow) – akustisch - "Shakedown Street" (Garcia, Hunter) - "Samson and Delilah" (traditionelles Lied) - "He's Gone" (Garcia, Hunter) - "Truckin’" (Garcia, Lesh, Weir, Hunter) |